# Shusaku Tokita
Shusaku Tokita (鴇田 周作 Tokita Shūsaku?, Chiba, Chiba, 9 de septiembre de 1990) es un futbolista japonés que se desempeña como defensa
.

## Trayectoria

### Clubes
| Club                 | País  | Año    |
| -------------------- | ----- | ------ |
| Matsumoto Yamaga FC  | Japón | 2013   |
| Fukushima United FC  | Japón | 2013   |
| Grulla Morioka       | Japón | 2014   |
| Azul Claro Numazu    | Japón | 2015   |
| Japan Soccer College | Japón | 2016   |
| Saurcos Fukui        | Japón | 2017 - |

## Estadística de carrera

### J. League
| Club                | Año   | J. League | J. League | Copa J. League | Copa J. League | Total | Total |
| Club                | Año   | Part.     | Goles     | Part.          | Goles          | Part. | Goles |
| ------------------- | ----- | --------- | --------- | -------------- | -------------- | ----- | ----- |
| Matsumoto Yamaga FC | 2013  | 0         | 0         | -              | -              | 0     | 0     |
| Grulla Morioka      | 2014  | 11        | 1         | -              | -              | 11    | 1     |
| Total               | Total | 11        | 1         | 0              | 0              | 11    | 1     |